# Spættefugle
Spættefugle (latin: Piciformes) er en orden af fugle. Spættefugleordenen omfatter 9 familier med omkring 67 slægter, der i alt indeholder cirka 441 arter.
Ordenens arter er trælevende. Alle arter har fødder med to fremadrettede og to bagudrettede tæer. Dette gør dem særligt velegnede til at klatre i træer. Alle spættefugles reder placeres i hulheder, ofte træhuller, som arterne i mange tilfælde selv udhugger. Fælles for ordenens medlemmer er desuden ligheder i kraniets og brystbenets udformning samt at ungerne næsten altid klækkes nøgne og blinde. Dun mangler fuldstændigt hos både unger og voksne fugle. Alle arter har 10 håndsvingfjer og 10-12(13) armsvingfjer.

## Klassifikation
Jacamarer og dovenfugle er nærmere beslægtet med hinanden end med resten af spættefuglene. De placeres derfor nogle gange i deres egen orden Galbuliformes. Spætter og honninggøge er søstergruppe til resten af spættefuglene (tukaner og skægfugle), der nogle gange samles i en enkelt stor familie.
- Orden Spættefugle Piciformes
  - Familie Spætter Picidae, 234 arter.
  - Familie Honninggøge Indicatoridae, 17 arter.
  - Familie Tukaner Ramphastidae, 46 arter.
  - Familie Tukanskægfugle Semnornithidae, 2 arter.
  - Familie Sydamerikanske skægfugle Capitonidae, 15 arter.
  - Familie Asiatiske skægfugle Megalaimidae, 30 arter.
  - Familie Afrikanske skægfugle Lybiidae, 42 arter.
  - Familie Jacamarer eller glansfugle Galbulidae, 18 arter.
  - Familie Dovenfugle Bucconidae, 37 arter.